# Гатауов, Таир Талгатович
Таир Талгатович Гатауов (каз. Тайыр Талғатұлы Ғатауов; 19 октября 1984, Уральск, Казахская ССР — 10 июня 2020, Нур-Султан, Казахстан) — казахстанский артист балета. Заслуженный деятель Республики Казахстан (2013). Ведущий солист балета Государственный театр оперы и балета «Astana Opera» (2013—2020).

## Биография
Таир Талгатович Гатауов родился 19 октября 1984 года в Уральске в семье преподавателя танцев. Отец будущего артиста с детства прививал ему любовь к современным и народным танцам. И именно отец, несмотря на возражения матери, отдал Таира в училище имени Селезнева.
С 1995 по 2004 год — окончил с отличием Алматинское хореографическое училище им. А. В. Селезнева.
С 2005 по 2009 год — окончил Западно-Казахстанский государственный университет имени М. Утемисова по специальности «педагог-хореограф»
С 2003 по 2013 год — артист балета, ведущий солист балета Казахский Национальный театр оперы и балета им. К. Байсеитовой.
С 2013 по 2020 год — ведущий солист балета Государственный театр оперы и балета «Astana Opera».
В 2007 году прошёл стажировку в театре «Ла Скала» (Милан).
В 2018 году окончил Казахскую национальную академию хореографии и получил квалификацию «Магистр искусствоведческих наук».
Скончался 10 июня 2020 года.

## Репертуар
- Балетные партии
- Вацлав («Бахчисарайский фонтан» Б. Асафьева)
- Зигфрид («Лебединое озеро» П. Чайковского)
- Щелкунчик-принц («Щелкунчик» П. Чайковского)
- Солор («Баядерка» Л. Минкуса)
- Базиль («Дон Кихот» Л. Минкуса)
- Дезире («Спящая красавица» П. Чайковского)
- Ромео («Ромео и Джульетта» С. Прокофьева)
- Нарша («Карагоз» Г. Жубановой)
- Красс («Спартак» А. Хачатуряна)

## Достижения
- 2002 — дипломант Международного конкурса хореографических училищ Сибири (Новосибирск)
- 2002, 2009 — лауреат I премии Международного фестиваля творческой молодёжи «Шабыт» (Астана)
- 2009 — лауреат III премии Международного конкурса артистов балета «Байтерек» (Астана)
- 2012 — дипломант Международного конкурса «Молодой балет мира» Юрия Григоровича в Сочи
- 2012 — дипломант Международного конкурса артистов балета им. Рудольфа Нуреева в Будапеште (Венгрия)
- 2013 — дипломант Международного конкурса артистов балета в Варне (Болгария) и др.

## Награды
- 2012 — обладатель Государственной стипендии в области культуры РК.
- 2013 — присвоено почётное звание «Заслуженный деятель Республики Казахстан» из рук президента Н. Назарбаева в Акорде (за заслуги в развитии казахского хореографического искусства)[4].
- 2016 — лауреат международной премии «Содружество дебютов» в области образования[5].